# ゴンズイ科
ゴンズイ科（学名：Plotosidae）は、ナマズ目に所属する魚類の分類群（科）の一つ。ゴンズイ・ミナミゴンズイなど、沿岸あるいは淡水・汽水域で生活する底生魚を中心に、10属40種が含まれる。

## 分布・生態
ゴンズイ科の魚類はインド洋、および日本からオーストラリア・フィジーにかけての西部太平洋に分布する。ほとんどが淡水産種であるナマズ目の仲間のうち、本科およびハマギギ科の2科は例外的に多数の海水魚を含むグループとなっている。ゴンズイ科魚類の約半数がオーストラリア・ニューギニア島に分布する淡水魚である一方、残る種はインド太平洋の沿岸域に生息する。日本近海からは1属2種が知られている。淡水産のゴンズイ類は、一度は海水環境に適応した祖先が、進化の過程で再び淡水域を利用するようになったものと考えられている。
本科魚類は水底付近で生活する底生魚で、口ヒゲを使って海底を探索し、主に甲殻類などの底生生物を捕食する。ミナミゴンズイ（Plotosus lineatus）など一部の種は、稚魚が濃密な群れを作る習性が知られている。海産のゴンズイ類は胸鰭に毒腺と連続した強い棘をもち、体色はよく目立つ警戒色となっていることが多い。

## 形態
体型は細長く、いわゆるウナギ型である。体長数十cm程度の種が多いが、最大種（Plotosus canius）では全長1.5mに達した例が知られている。口ヒゲは通常4対で、鼻部に1対、上顎に1対、下顎に2対を備える。肛門の後部に房状の突起が存在し、塩類の排泄に関与しているとみられている。鰓条骨は7-14本。
臀鰭の基底は長く、尾鰭と連続する。尾鰭の上部基底は背部にまで伸長し（体背部尾鰭）、かつては第2背鰭と考えられていた。背鰭および胸鰭の棘は鋭く発達し、一部の種類では刺されると強い痛みを伴う。脂鰭をもたない。

## 分類
ゴンズイ科にはNelson（2016）の体系において10属40種が認められている。
日本の沿岸で観察される「ゴンズイ」は、インド太平洋に広範囲に分布する種 Plotosus lineatus と同一と考えられていたが、本州・九州沿岸に生息するものは実際には別種であることが2000年代後半の研究によって明らかにされた。日本近海のみで見られる種がゴンズイ（P. japonicus）として新種記載され、従来「ゴンズイ」とされていた P. lineatus （日本での分布は琉球列島に限られる）はミナミゴンズイへと標準和名が変更されている。

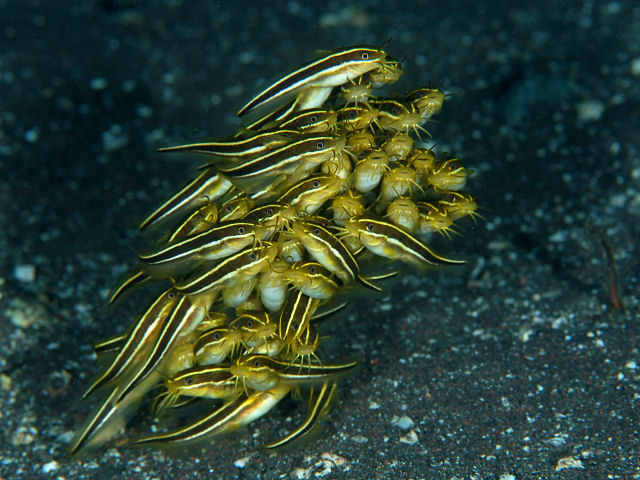
ゴンズイ Plotosus japonicus の稚魚によるゴンズイ玉。他の魚類やダイバーの体をつつくなど、掃除魚としての行動が観察されている

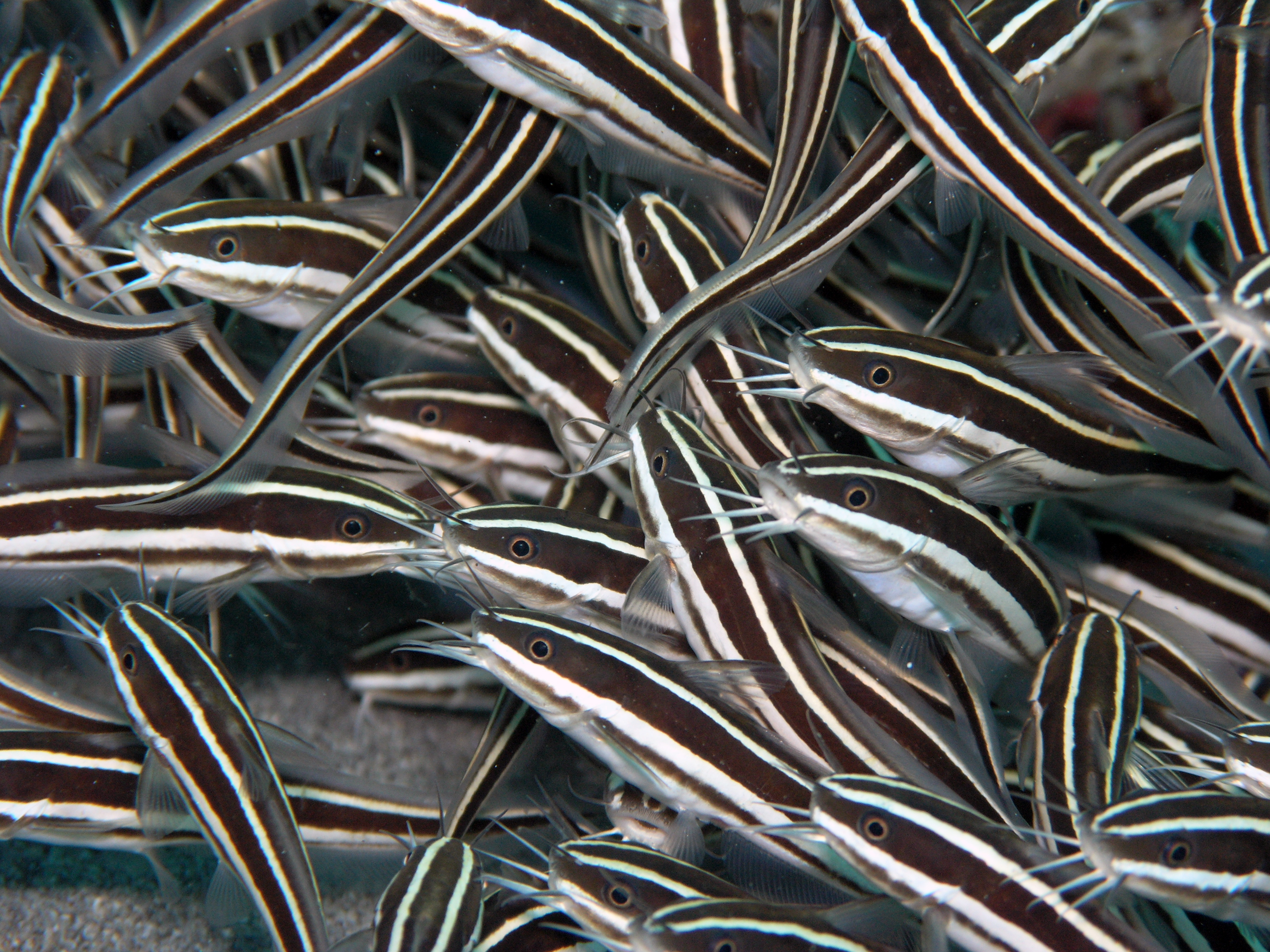
ミナミゴンズイ Plotosus lineatus （ゴンズイ属）。ゴンズイと非常によく似るが、背部尾鰭と臀鰭起始部の位置、鰓耙数などで区別される

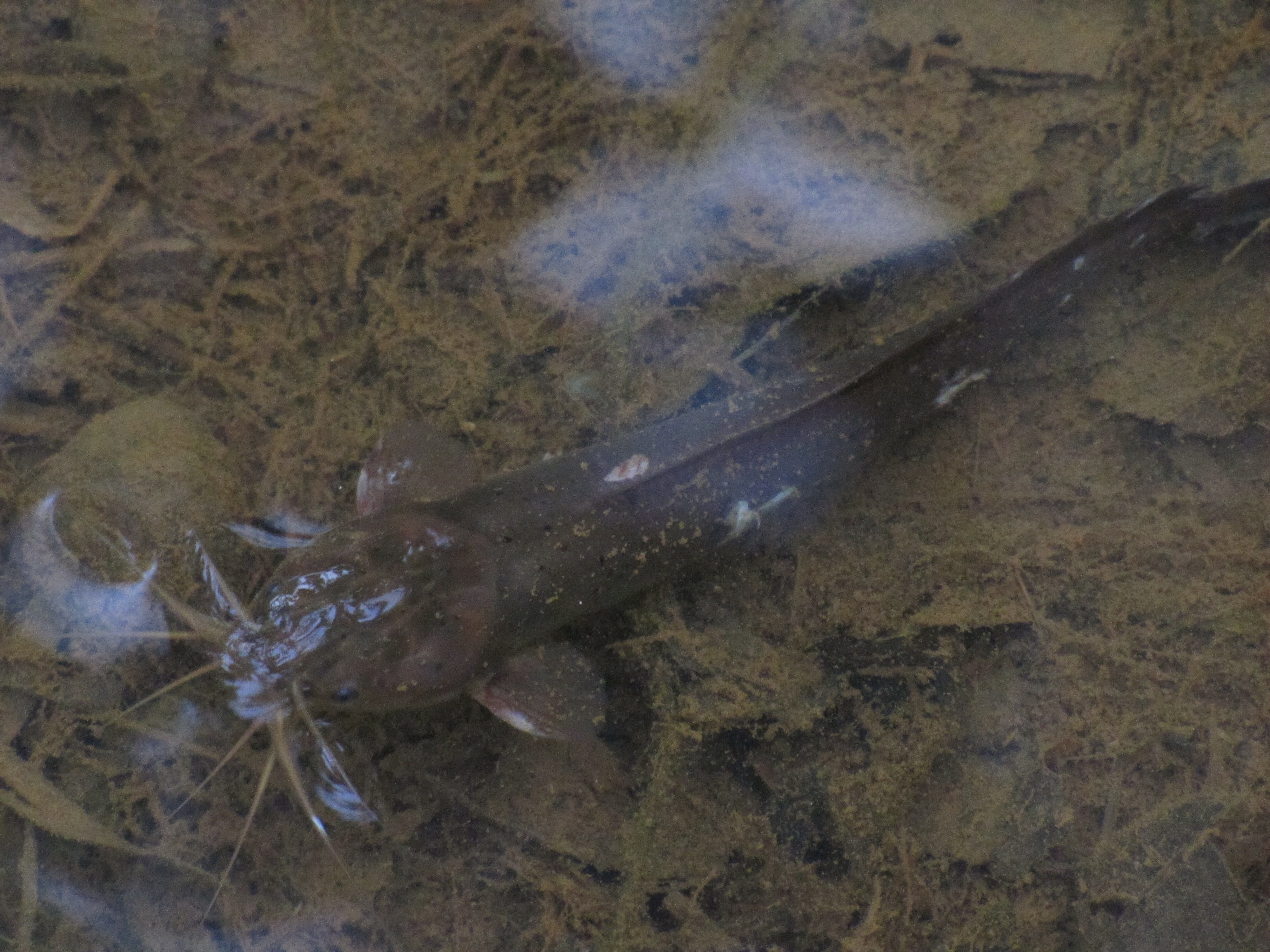
ゴンズイ属の1種（Plotosus canius）。最大で全長1.5mに達する、本科魚類中の最大種。インド太平洋地域の淡水・汽水域に生息し、食用として利用される

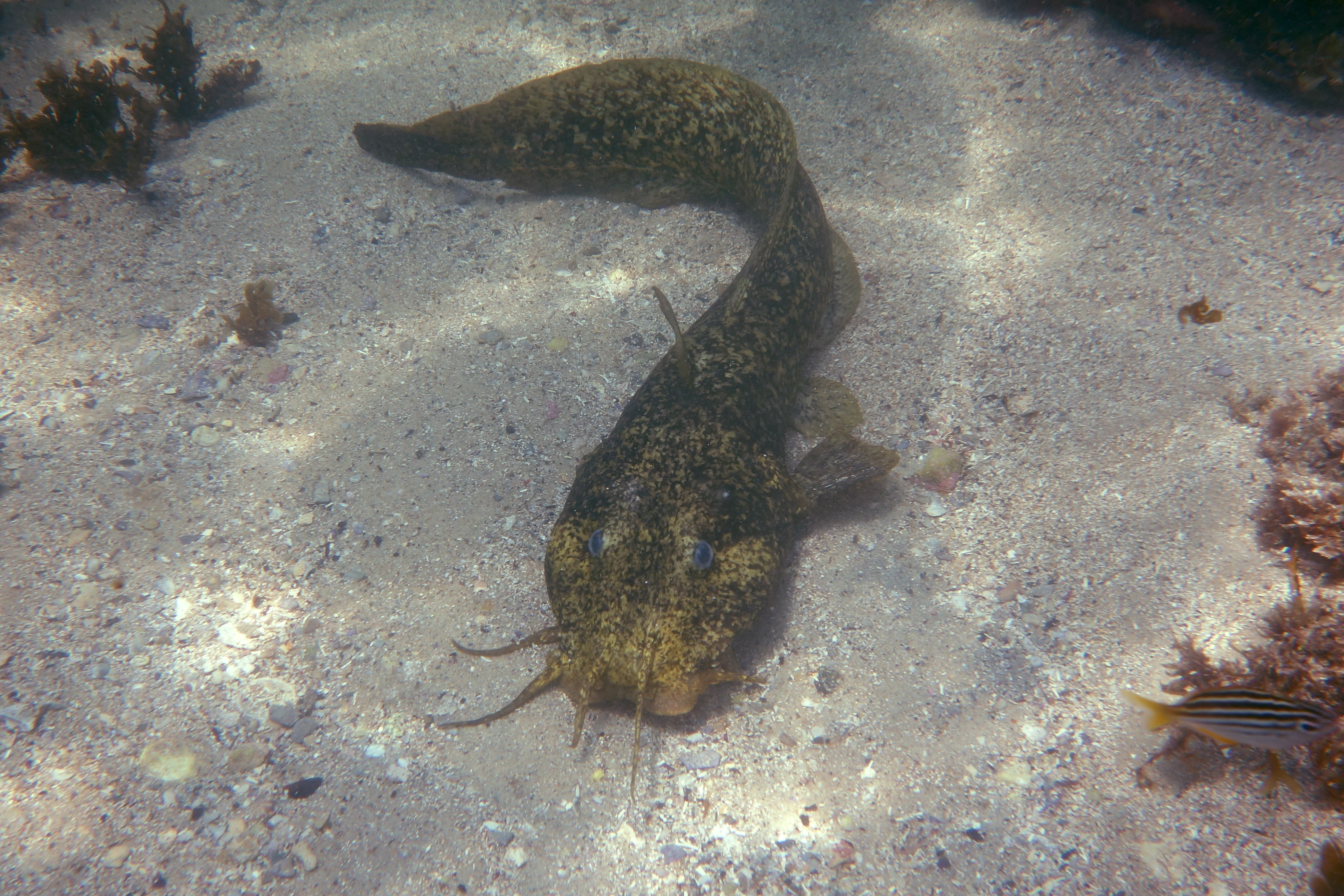
Cnidoglanis 属の1種（C. macrocephalus）。オーストラリア沿岸の固有種。雄が卵を保護する習性がある

- ゴンズイ属 Plotosus
  - ゴンズイ[3] Plotosus japonicus
  - ミナミゴンズイ[3] Plotosus lineatus
  - Plotosus abbreviatus
  - Plotosus canius
  - Plotosus fisadoha
  - Plotosus limbatus
  - Plotosus nhatrangensis
  - Plotosus nkunga
  - Plotosus papuensis
- Anodontiglanis 属
  - Anodontiglanis dahli
- Cnidoglanis 属
  - Cnidoglanis macrocephalus
- Euristhmus 属
  - Euristhmus lepturus
  - Euristhmus microceps
  - Euristhmus microphthalmus
  - Euristhmus nudiceps
  - Euristhmus sandrae
- Neosiluroides 属
  - Neosiluroides cooperensis
- Neosilurus 属
  - Neosilurus ater
  - Neosilurus brevidorsalis
  - Neosilurus coatesi
  - Neosilurus equinus
  - Neosilurus gjellerupi
  - Neosilurus gloveri
  - Neosilurus hyrtlii
  - Neosilurus idenburgi
  - Neosilurus mollespiculum
  - Neosilurus novaeguineae
  - Neosilurus pseudospinosus
- Oloplotosus 属
  - Oloplotosus luteus
  - Oloplotosus mariae
  - Oloplotosus torobo
- Paraplotosus 属
  - Paraplotosus albilabris
  - Paraplotosus butleri
  - Paraplotosus muelleri
- Porochilus 属
  - Porochilus argenteus
  - Porochilus meraukensis
  - Porochilus obbesi
  - Porochilus rendahli
- Tandanus 属
  - Tandanus bostocki
  - Tandanus tandanus